# Plan de Febrero
El Plan de Febrero o Programa de Febrero, fue un conjunto de medidas anunciadas el 21 de febrero de 1936 por el entonces presidente de Venezuela, General Eleazar López Contreras, en las cuales fijó las directrices para el cambio político, económico y social del país, que permitieron el nacimiento de la democracia, el reconocimiento de derechos y libertades, y un desarrollo económico de tipo capitalista. 
El documento surgió tras un diagnóstico sobre las problemáticas presentes en Venezuela para ese entonces y también como respuesta al clima de intensa inestabilidad política y social que atravesaba el país tras la muerte del dictador Juan Vicente Gómez.

## Antecedentes

### Período gomecista

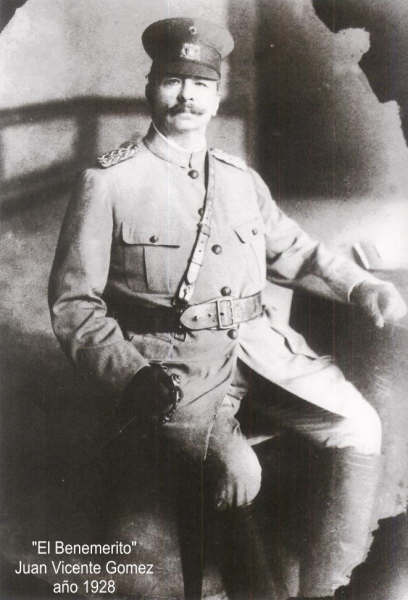
Juan Vicente Gómez (presidente entre 1908 y 1935).

Juan Vicente Gómez llegó al poder en 1908 tras propinar un golpe de Estado contra el entonces presidente, Cipriano Castro, quien se encontraba fuera del país por razones de salud. Pese a llegar al poder de manera ilegítima, se negó a disolver el Congreso y convocar una Asamblea Nacional Constituyente. Desde su toma de poder, Gómez efectuó varias reformas constitucionales para alargar su mandato hasta su fallecimiento en 1935.
Su mandato se caracterizó por ser autoritario y marcadamente represivo, aunque desarrolló importantes obras públicas y, en materia económica, destacó un incremento progresivo de los ingresos nacionales, producto de la explotación y exportación de petróleo. Sin embargo, era muy conocida la represión política que ejercía a sus oponentes, con detenciones arbitrarias por plazos  indeterminados, con uso habitual de torturas, grilletes y condiciones sanitarias pésimas, que conllevaron a una alta tasa de mortalidad de los presos. Los sitios donde los opositores eran recluidos fueron el castillo Libertador de Puerto Cabello (Carabobo), el castillo San Carlos en Maracaibo (Zulia), las Tres Torres de Barquisimeto (Lara) y en La Rotunda de Caracas (Distrito Capital).
Las libertades públicas fundamentales fueron frecuentemente irrespetadas cuando amenazaban el gobierno de Gómez. Las libertades de asociaciones partidistas también estaban prohibidas; durante un período entre 1908 y 1913 permitió la fundación de organizaciones políticas, pero en 1914 prohibió duramente la asociación con fines políticos, aunque eso no impidió que los venezolanos con ideales políticos se organizasen en la clandestinidad o en el exilio. Estas agrupaciones políticas dieron pie a un suceso en 1928, porque lo que inició como un festejo por la Semana del Estudiante, terminó siendo una protesta abierta de estudiantes contra el régimen de Gómez, en consecuencia de la cual varios líderes políticos fueron encarcelados.

### Designación de López Contreras como presidente

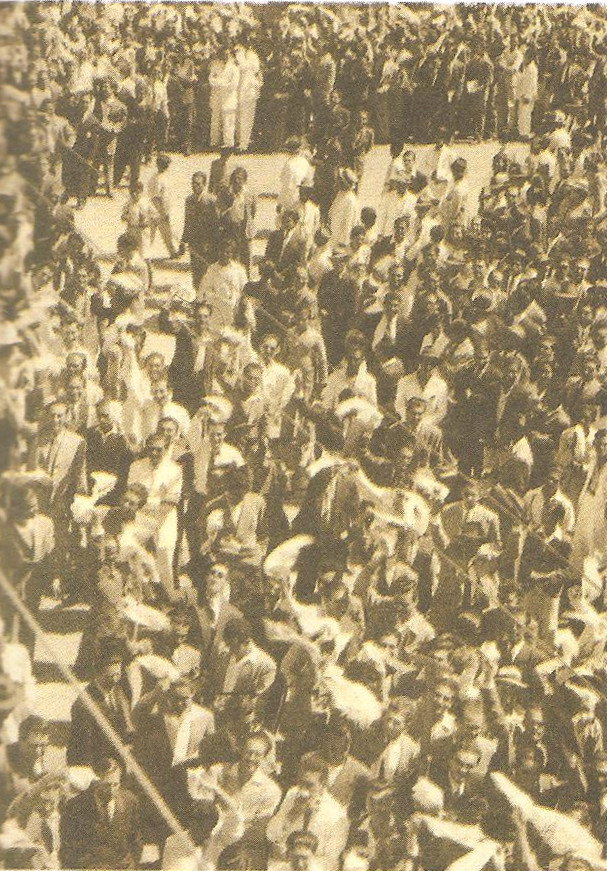
Manifestación del 14 de febrero de 1936.

Tras el fallecimiento de Juan Vicente Gómez el 17 de diciembre de 1935, los Ministros del Despacho Ejecutivo y el Gobierno del Distrito Federal procedieron con la elección del Ministro que debía encargarse de la presidencia por el resto del periodo constitucional. En ese acto el General Eleazar López Contreras fue elegido presidente, por el Gabinete Ministerial.
Las protestas y manifestaciones continuaron luego de la muerte de Gómez, como método del pueblo para exigir al nuevo gobierno cambios sustanciales en diversas áreas, principalmente en lo político y laboral. A diferencia del régimen de Gómez, el reciente gobierno de López Contreras se mostraba receptivo con las exigencias de la población, permitiendo la formación de partidos políticos y otros gremios que ayudaron a encaminar las peticiones populares. Asimismo, permitió que los medios de comunicación mantuvieran cobertura sobre los distintos temas del gobierno.

## Contenido
Como respuesta a las problemáticas surgidas durante el largo régimen de Juan Vicente Gómez, el 21 de febrero de 1936 el presidente Eleazar López Contreras presentó ante el país un plan de gobierno dividido en 8 puntos relacionados con las áreas a atender:
1. Régimen de legalidad.
2. Higiene pública y asistencia social.
3. Vías de comunicación.
4. Educación nacional.
5. Agricultura y cría.
6. Política fiscal y comercial.
7. Inmigración y colonización.
8. Puntos complementarios.

A continuación, se detallan cada uno de los puntos plasmados en el Plan:

### Régimen de legalidad
Se reafirmaron las garantías constitucionales, el régimen de legalidad, la autonomía municipal, el sufragio universal, la libertad del trabajo, y se eliminaron los monopolios, además de prohibir los impuestos excesivos. Las medidas señaladas permitirían el surgimiento de nuevos negocios respetando los derechos entre patronos y empleados. Dentro de este, se propuso crear un marco legal que sustentara estos cambios y un organismo institucional que velara por su aplicación, así como la creación de partidos políticos y grupos gremiales.

### Higiene pública y asistencia social
La higiene y la salud rural y urbana era una de las peticiones más comunes de los partidos políticos y gremios nacidos en 1936. Por este plan, el nuevo gobierno se comprometió a modernizar el sistema de salud para combatir las enfermedades tropicales como la anquilostomiasis, el paludismo y la tripanosomiasis, la tuberculosis y enfermedades venéreas. Se propuso la creación de instituciones de higiene y salud, administración sanitaria e instituciones de beneficencia y previsión social. También se planteó la creación de un Seguro Social con funciones limitadas al ahorro y al seguro contra desalojos, invalidez y vejez.

### Vías de comunicación
En materia de comunicaciones se estudió crear un sistema nacional de carreteras modernas, nacionalizar el Puerto de La Guaira (que para entonces pertenecía a una compañía inglesa) y fundar la Línea Aeropostal Venezolana.

### Educación nacional
Una de las necesidades que encontró el presidente López Contreras fue incrementar el número de escuelas primarias y la construcción de éstas no sólo debía llegar a las grandes ciudades, sino a los pueblos más apartados de la geografía nacional. En principio se propuso la construcción de un gran número de escuelas, pero tomando en cuenta el gran número de necesidades que no podían ser atendidas todas a la vez, planteó aumentar el número de escuelas primarias de 1270 a 2000, así como incrementar el número de las escuelas graduadas de 201 a 230. También se propuso la creación de 510 escuelas rurales. Los lineamientos educativos no se limitaron solo a la creación de edificaciones; también tuvieron en cuenta el acondicionamiento de las aulas, que debían ser dotadas de material pedagógico y mobiliario para enseñanza.

### Agricultura y cría
En cuanto a la agricultura, el Plan recogió las ideas de Alberto Adriani y Arturo Uslar Pietri, quienes sostenían que la economía nacional debía sustentarse del agro y no de la explotación petrolera. Se creó una Escuela Superior de Agricultura y Veterinaria, el establecimiento de estaciones experimentales y la creación de un Instituto de Sanidad Animal y Vegetal.

### Política fiscal y comercial
Se propuso la elaboración de una política fiscal, reformar el sistema tributario vigente, un manejo cuidadoso de los fondos públicos, aumentar al máximo los rendimientos de la renta minera, reformar el sistema bancario y crear un Banco Central de Emisión, además de adoptar una política comercial de acoplamiento del país al comercio internacional.

### Inmigración y colonización
Este punto particular consistía en incentivar la inmigración, especialmente de europeos, para fundar colonias agrícolas en distintas partes del territorio nacional, esto con el propósito de "mejorar la raza" y asegurarse de que las labores del campo fueran realizadas eficientemente, pues el gobierno tenía la percepción de que el campesino autóctono no hacía bien su trabajo. Esta política fue llevada a efecto por Alberto Adriani, quien para entonces era el titular del Ministerio de Agricultura y Cría.

### Puntos complementarios
El último apartado se formó con puntos accesorios, en los cuales el presidente abordó diversos tópicos, como la necesidad de perfeccionar las fuerzas armadas —dada su importancia para el Estado—, consolidar relaciones de amistad y cooperación con otros países, comprometer al Ministerio de Obras Públicas para que ejecutase todas las obras que el país requería y por último, incentivar la producción nacional, apoyando a productores de materias primas, conservando las industrias fabriles existentes y promoviendo la creación de otras nuevas.